# Солнечное (Крыжопольский район)
Солнечное (укр. Сонячне) — село на Украине, находится в Крыжопольском районе Винницкой области.
Код КОАТУУ — 0521980807. Население по переписи 2001 года составляет 135 человек. Почтовый индекс — 24600. Телефонный код — 4340.
Занимает площадь 0,25 км².

## Адрес местного совета
24606, Винницкая область, Крыжопольский р-н, с. Голубече, ул. Т.Марцин, 10, тел. 2-94-42; 2-94-31